# Llista de topònims de Sant Esteve de Palautordera
Llista de topònims (noms propis de lloc) del municipi de Sant Esteve de Palautordera, al Vallès Oriental
Informació actualitzada per un bot. Els canvis manuals es perdran quan s'actualitzi!

## casa
| imatge | Nom                | Ubicat a                    | instància de | Detalls                                  | coordenades                                                                 | Protecció                                  | Commons (més fotos)                              | Dades a WD                    |
| ------ | ------------------ | --------------------------- | ------------ | ---------------------------------------- | --------------------------------------------------------------------------- | ------------------------------------------ | ------------------------------------------------ | ----------------------------- |
|        | Can Moix           | Sant Esteve de Palautordera | casa         | Estil: arquitectura popular              | 41° 42′ 11″ N, 2° 26′ 13″ E / 41.703008°N,2.436907°E                        | bé integrant del patrimoni cultural català | Can Moix (Sant Esteve de Palautordera)           | Modifica les dades a Wikidata |
|        | Can Molins         | Sant Esteve de Palautordera | casa         | Estil: arquitectura popular 17th century | 41° 42′ 11″ N, 2° 26′ 16″ E / 41.703°N,2.43783°E ca:Darrera l'església      | bé integrant del patrimoni cultural català | Can Molins (Sant Esteve de Palautordera)         | Modifica les dades a Wikidata |
|        | Casa de les Monges | Sant Esteve de Palautordera | casa         | Estil: modernisme català 20th century    | 41° 42′ 07″ N, 2° 26′ 16″ E / 41.70203°N,2.4378°E ca:Pg. Monges, 1 229 msnm | bé cultural d'interès local                | Casa de les Monges (Sant Esteve de Palautordera) | Modifica les dades a Wikidata |

## entitat singular de població
| imatge | Nom                         | Ubicat a                    | instància de                                                                   | Detalls  | coordenades                                                                | Protecció | Commons (més fotos) | Dades a WD                    |
| ------ | --------------------------- | --------------------------- | ------------------------------------------------------------------------------ | -------- | -------------------------------------------------------------------------- | --------- | ------------------- | ----------------------------- |
|        | Sant Esteve de Palautordera | Sant Esteve de Palautordera | entitat singular de població capital municipal ens local històric de Catalunya | 2789 hab | 41° 42′ 17″ N, 2° 26′ 03″ E / 41.70476065°N,2.43430206°E 233 msnm          |           |                     | Modifica les dades a Wikidata |
|        | Santa Margarida             | Sant Esteve de Palautordera | entitat singular de població                                                   | 292 hab  | 41° 43′ 07″ N, 2° 25′ 32″ E / 41.718652503477°N,2.4254399750384°E 271 msnm |           |                     | Modifica les dades a Wikidata |

## església
| imatge | Nom                                     | Ubicat a                    | instància de                 | Detalls                      | coordenades                                                                           | Protecció                                  | Commons (més fotos)                                     | Dades a WD                    |
| ------ | --------------------------------------- | --------------------------- | ---------------------------- | ---------------------------- | ------------------------------------------------------------------------------------- | ------------------------------------------ | ------------------------------------------------------- | ----------------------------- |
|        | Sant Cebrià de Palautordera             | Sant Esteve de Palautordera | església                     | Estil: arquitectura romànica | 41° 43′ 19″ N, 2° 24′ 53″ E / 41.722°N,2.41462°E                                      |                                            |                                                         | Modifica les dades a Wikidata |
|        | ermita de Santa Margarida               | Sant Esteve de Palautordera | església                     | Estil: arquitectura popular  | 41° 43′ 00″ N, 2° 25′ 33″ E / 41.7168°N,2.42597°E ca:Crtra. BV-5301. Camí de Can Marc | bé integrant del patrimoni cultural català | Ermita de Santa Margarida (Sant Esteve de Palautordera) | Modifica les dades a Wikidata |
|        | església de Sant Esteve de Palautordera | Sant Esteve de Palautordera | església església parroquial |                              | 41° 42′ 10″ N, 2° 26′ 14″ E / 41.7028°N,2.43713°E                                     | bé integrant del patrimoni cultural català | Església de Sant Esteve (Sant Esteve de Palautordera)   | Modifica les dades a Wikidata |

## masia
| imatge | Nom                                       | Ubicat a                    | instància de | Detalls                                  | coordenades | Protecció                                  | Commons (més fotos)                        | Dades a WD                    |
| ------ | ----------------------------------------- | --------------------------- | ------------ | ---------------------------------------- | --- | ------------------------------------------ | ------------------------------------------ | ----------------------------- |
|        | Ca l'Amat                                 | Sant Esteve de Palautordera | masia        | Estil: arquitectura popular              | 41° 42′ 09″ N, 2° 25′ 36″ E / 41.7025295808255°N,2.42678319693472°E ca:Camí del Cementiri, 2                                                                          |                                            |                                            | Modifica les dades a Wikidata |
|        | Ca n'Auleda                               | Sant Esteve de Palautordera | masia        | Estil: arquitectura gòtica 14th century  | 41° 43′ 24″ N, 2° 25′ 18″ E / 41.723407°N,2.421647°E | bé integrant del patrimoni cultural català | Ca n'Auleda (Sant Esteve de Palautordera)  | Modifica les dades a Wikidata |
|        | Cal Bert                                  | Sant Esteve de Palautordera | masia        |                                          | 41° 42′ 51″ N, 2° 26′ 20″ E / 41.7142979535529°N,2.43877180638345°E                                                                                                   |                                            |                                            | Modifica les dades a Wikidata |
|        | Cal Corraler                              | Sant Esteve de Palautordera | masia        |                                          | 41° 41′ 56″ N, 2° 24′ 45″ E / 41.6988633874786°N,2.4124540583174°E |                                            |                                            | Modifica les dades a Wikidata |
|        | Cal Curt                                  | Sant Esteve de Palautordera | masia        | Estil: arquitectura popular              | 41° 43′ 12″ N, 2° 25′ 38″ E / 41.7199607252151°N,2.42727750773903°E ca:Camí de Can Marc, 8                                                                            |                                            |                                            | Modifica les dades a Wikidata |
|        | Cal Mariano                               | Sant Esteve de Palautordera | masia        |                                          | 41° 42′ 20″ N, 2° 25′ 35″ E / 41.7054999266592°N,2.42638421282241°E                                                                                                   |                                            |                                            | Modifica les dades a Wikidata |
|        | Cal Picolí                                | Sant Esteve de Palautordera | masia        |                                          | 41° 42′ 56″ N, 2° 26′ 16″ E / 41.7156892298372°N,2.43778597796538°E                                                                                                   |                                            |                                            | Modifica les dades a Wikidata |
|        | Cal Rei de la Serra                       | Sant Esteve de Palautordera | masia        | Estil: arquitectura popular              | 41° 42′ 50″ N, 2° 26′ 25″ E / 41.7139539042065°N,2.44025337888675°E ca:Camí de la Serra de Can Vilatort, 5                                                            |                                            |                                            | Modifica les dades a Wikidata |
|        | Can Bel                                   | Sant Esteve de Palautordera | masia        |                                          | 41° 43′ 16″ N, 2° 25′ 41″ E / 41.7210364692138°N,2.42806142678721°E                                                                                                   |                                            |                                            | Modifica les dades a Wikidata |
|        | Can Benusí                                | Sant Esteve de Palautordera | masia        |                                          | 41° 42′ 12″ N, 2° 25′ 31″ E / 41.7033864184397°N,2.42521311682267°E                                                                                                   |                                            |                                            | Modifica les dades a Wikidata |
|        | Can Boix                                  | Sant Esteve de Palautordera | masia        |                                          | 41° 42′ 35″ N, 2° 25′ 21″ E / 41.7096062629482°N,2.42260944046225°E                                                                                                   |                                            |                                            | Modifica les dades a Wikidata |
|        | Can Bonamic (Sant Esteve de Palautordera) | Sant Esteve de Palautordera | masia        |                                          | 41° 43′ 21″ N, 2° 25′ 26″ E / 41.7226°N,2.42378°E | bé integrant del patrimoni cultural català | Can Bonamic                                | Modifica les dades a Wikidata |
|        | Can Boter                                 | Sant Esteve de Palautordera | masia        | Estil: arquitectura popular              | 41° 42′ 45″ N, 2° 26′ 24″ E / 41.7125923130045°N,2.43994063252252°E ca:Camí Serra de Can Vilatort, 2                                                                  |                                            |                                            | Modifica les dades a Wikidata |
|        | Can Cisteller                             | Sant Esteve de Palautordera | masia        |                                          | 41° 42′ 20″ N, 2° 25′ 14″ E / 41.7054430564031°N,2.42043512400236°E                                                                                                   |                                            |                                            | Modifica les dades a Wikidata |
|        | Can Cornell                               | Sant Esteve de Palautordera | masia        |                                          | 41° 43′ 41″ N, 2° 25′ 11″ E / 41.7281465187556°N,2.41977421586618°E                                                                                                   |                                            |                                            | Modifica les dades a Wikidata |
|        | Can Costa                                 | Sant Esteve de Palautordera | masia        | Estil: arquitectura popular              | 41° 43′ 14″ N, 2° 25′ 38″ E / 41.720512°N,2.427179°E ca:Al nord-est del nucli de Sant Esteve de Palautordera i al nord de la zona coneguda com Parellada de Can Marc. | bé integrant del patrimoni cultural català |                                            | Modifica les dades a Wikidata |
|        | Can Cruixent                              | Sant Esteve de Palautordera | masia        |                                          | 41° 42′ 18″ N, 2° 25′ 27″ E / 41.705113°N,2.424076°E ca:Roures, 3 (Urb. Can Cruixent)                                                                                 | bé integrant del patrimoni cultural català |                                            | Modifica les dades a Wikidata |
|        | Can Cucurull                              | Sant Esteve de Palautordera | masia        | Estil: arquitectura popular              | 41° 42′ 44″ N, 2° 25′ 51″ E / 41.71214°N,2.430769°E ca:Pla de Santa Margarida 254 msnm                                                                                | bé integrant del patrimoni cultural català | Can Cucurull                               | Modifica les dades a Wikidata |
|        | Can Donadeu                               | Sant Esteve de Palautordera | masia        | Estil: arquitectura popular              | 41° 43′ 43″ N, 2° 25′ 11″ E / 41.728626°N,2.419706°E ca:Camí de Can Cornei, 2                                                                                         | bé integrant del patrimoni cultural català |                                            | Modifica les dades a Wikidata |
|        | Can Feliu                                 | Sant Esteve de Palautordera | masia        |                                          | 41° 42′ 22″ N, 2° 25′ 14″ E / 41.7059846686112°N,2.4206706495231°E |                                            |                                            | Modifica les dades a Wikidata |
|        | Can Garbeller                             | Sant Esteve de Palautordera | masia        | Estil: arquitectura popular              | 41° 42′ 37″ N, 2° 25′ 55″ E / 41.7103°N,2.43205°E ca:Pla de Santa Margarida. Can Garbeller, 9                                                                         | bé integrant del patrimoni cultural català | Can Garbeller                              | Modifica les dades a Wikidata |
|        | Can Garbeller Nou                         | Sant Esteve de Palautordera | masia        |                                          | 41° 42′ 51″ N, 2° 25′ 37″ E / 41.7142029510688°N,2.42682374219273°E ca:Camí de Can Garbeller Nou, 1                                                                   |                                            |                                            | Modifica les dades a Wikidata |
|        | Can Gep Nou                               | Sant Esteve de Palautordera | masia        |                                          | 41° 42′ 52″ N, 2° 25′ 42″ E / 41.7145173202583°N,2.42845581524491°E                                                                                                   |                                            |                                            | Modifica les dades a Wikidata |
|        | Can Gerreta                               | Sant Esteve de Palautordera | masia        | Estil: arquitectura popular              | 41° 42′ 23″ N, 2° 25′ 07″ E / 41.7062901305411°N,2.41873276146805°E ca:Camí de Can Nadalet, 5                                                                         |                                            |                                            | Modifica les dades a Wikidata |
|        | Can Giol                                  | Sant Esteve de Palautordera | masia        | Estil: arquitectura popular              | 41° 42′ 19″ N, 2° 25′ 45″ E / 41.705328°N,2.429249°E ca:Verge de Montserrat, 19                                                                                       | bé integrant del patrimoni cultural català | Can Giol (Sant Esteve de Palautordera)     | Modifica les dades a Wikidata |
|        | Can Girabent                              | Sant Esteve de Palautordera | masia        |                                          | 41° 43′ 08″ N, 2° 25′ 52″ E / 41.718970849436°N,2.43108521865307°E |                                            |                                            | Modifica les dades a Wikidata |
|        | Can Jais                                  | Sant Esteve de Palautordera | masia        | Estil: arquitectura popular              | 41° 42′ 26″ N, 2° 25′ 09″ E / 41.7071211745125°N,2.41920606355113°E ca:Camí de Can Nadalet, 7                                                                         |                                            |                                            | Modifica les dades a Wikidata |
|        | Can Jan de les Penyes                     | Sant Esteve de Palautordera | masia        |                                          | 41° 43′ 05″ N, 2° 26′ 04″ E / 41.7179604083913°N,2.43440010256267°E ca:Camí Molí de les Cadires, 6                                                                    |                                            |                                            | Modifica les dades a Wikidata |
|        | Can Jeroni                                | Sant Esteve de Palautordera | masia        |                                          | 41° 43′ 16″ N, 2° 26′ 08″ E / 41.7211904119454°N,2.43551389936898°E                                                                                                   |                                            |                                            | Modifica les dades a Wikidata |
|        | Can Mainou                                | Sant Esteve de Palautordera | masia        | Estil: arquitectura popular 17th century | 41° 42′ 45″ N, 2° 25′ 51″ E / 41.712365°N,2.430701°E ca:Pla de Santa Margarida                                                                                        | bé integrant del patrimoni cultural català | Can Mainou (Sant Esteve de Palautordera)   | Modifica les dades a Wikidata |
|        | Can Marc                                  | Sant Esteve de Palautordera | masia        | Estil: arquitectura popular              | 41° 43′ 09″ N, 2° 25′ 44″ E / 41.7191402493508°N,2.4289197760399°E ca:Camí de Can Marc, 6                                                                             |                                            |                                            | Modifica les dades a Wikidata |
|        | Can Marimon                               | Sant Esteve de Palautordera | masia        |                                          | 41° 42′ 46″ N, 2° 25′ 50″ E / 41.7126720316284°N,2.43050366584551°E                                                                                                   |                                            |                                            | Modifica les dades a Wikidata |
|        | Can Martorell                             | Sant Esteve de Palautordera | masia        | Estil: arquitectura popular              | 41° 43′ 06″ N, 2° 25′ 42″ E / 41.7183°N,2.42841°E ca:Camí de Can Marc 1                                                                                               | bé integrant del patrimoni cultural català | Can Martorell                              | Modifica les dades a Wikidata |
|        | Can Mateu                                 | Sant Esteve de Palautordera | masia        |                                          | 41° 43′ 13″ N, 2° 26′ 07″ E / 41.7203252401711°N,2.43541327167564°E                                                                                                   |                                            |                                            | Modifica les dades a Wikidata |
|        | Can Mir                                   | Sant Esteve de Palautordera | masia        | Estil: arquitectura popular              | 41° 42′ 25″ N, 2° 25′ 23″ E / 41.707050964569°N,2.42314915096095°E ca:Carrer dels Pins, 20                                                                            |                                            |                                            | Modifica les dades a Wikidata |
|        | Can Montclús                              | Sant Esteve de Palautordera | masia        | Estil: arquitectura popular              | 41° 42′ 10″ N, 2° 25′ 49″ E / 41.7027272252184°N,2.43030297278275°E ca:Camí del Cementiri, 1                                                                          |                                            |                                            | Modifica les dades a Wikidata |
|        | Can Nadalet de Dalt                       | Sant Esteve de Palautordera | masia        | Estil: arquitectura popular              | 41° 42′ 13″ N, 2° 24′ 35″ E / 41.7037135592473°N,2.4097897507627°E ca:Camí Can Nadalet, 10                                                                            |                                            |                                            | Modifica les dades a Wikidata |
|        | Can Net                                   | Sant Esteve de Palautordera | masia        | Estil: arquitectura popular              | 41° 43′ 21″ N, 2° 24′ 40″ E / 41.722399°N,2.411154°E ca:Camí de l'Olivar, 12                                                                                          | bé integrant del patrimoni cultural català | Can Net (Sant Esteve de Palautordera)      | Modifica les dades a Wikidata |
|        | Can Noguereta                             | Sant Esteve de Palautordera | masia        |                                          | 41° 43′ 17″ N, 2° 25′ 15″ E / 41.7213430184314°N,2.42092945760085°E ca:Camí del Castell de Fluvià, 1                                                                  |                                            |                                            | Modifica les dades a Wikidata |
|        | Can Panxa-sec                             | Sant Esteve de Palautordera | masia        |                                          | 41° 43′ 30″ N, 2° 25′ 03″ E / 41.7248656146992°N,2.41753138835074°E                                                                                                   |                                            |                                            | Modifica les dades a Wikidata |
|        | Can Pau Gros                              | Sant Esteve de Palautordera | masia        | Estil: arquitectura popular              | 41° 42′ 47″ N, 2° 26′ 22″ E / 41.7131937099153°N,2.43951468287466°E ca:Camí Serra de Can Vilatort, 3                                                                  |                                            |                                            | Modifica les dades a Wikidata |
|        | Can Peregrau                              | Sant Esteve de Palautordera | masia        | Estil: arquitectura popular              | 41° 43′ 12″ N, 2° 26′ 11″ E / 41.7200151405763°N,2.43646190878026°E ca:Camí de la Serra de Can Vilatort, 7                                                            |                                            |                                            | Modifica les dades a Wikidata |
|        | Can Preses                                | Sant Esteve de Palautordera | masia        |                                          | 41° 42′ 26″ N, 2° 25′ 55″ E / 41.7071755543597°N,2.43188636361597°E                                                                                                   |                                            | Can Presses                                | Modifica les dades a Wikidata |
|        | Can Puço                                  | Sant Esteve de Palautordera | masia        |                                          | 41° 43′ 05″ N, 2° 25′ 55″ E / 41.7181821880877°N,2.43188561044082°E                                                                                                   |                                            |                                            | Modifica les dades a Wikidata |
|        | Can Rany                                  | Sant Esteve de Palautordera | masia        |                                          | 41° 41′ 59″ N, 2° 25′ 16″ E / 41.699826041479°N,2.42111051508108°E |                                            |                                            | Modifica les dades a Wikidata |
|        | Can Record                                | Sant Esteve de Palautordera | masia        | Estil: arquitectura popular              | 41° 42′ 24″ N, 2° 26′ 10″ E / 41.7066198457247°N,2.43609811737494°E ca:Galerna s/n                                                                                    |                                            | Can Record                                 | Modifica les dades a Wikidata |
|        | Can Ribes                                 | Sant Esteve de Palautordera | masia        | Estil: arquitectura popular              | 41° 42′ 24″ N, 2° 25′ 37″ E / 41.7068°N,2.42695°E ca:Barcelona, 8 | bé integrant del patrimoni cultural català |                                            | Modifica les dades a Wikidata |
|        | Can Rossell                               | Sant Esteve de Palautordera | masia        | Estil: arquitectura popular              | 41° 42′ 13″ N, 2° 25′ 57″ E / 41.7037°N,2.43248°E ca:Carrer de Sant Elies, 39                                                                                         | bé integrant del patrimoni cultural català | Can Rossell (Sant Esteve de Palautordera)  | Modifica les dades a Wikidata |
|        | Can Rovira                                | Sant Esteve de Palautordera | masia        |                                          | 41° 42′ 47″ N, 2° 24′ 21″ E / 41.7131864318717°N,2.40579633245573°E                                                                                                   |                                            |                                            | Modifica les dades a Wikidata |
|        | Can Tassa                                 | Sant Esteve de Palautordera | masia        |                                          | 41° 43′ 43″ N, 2° 24′ 59″ E / 41.7286064553587°N,2.41633129956779°E                                                                                                   |                                            |                                            | Modifica les dades a Wikidata |
|        | Can Terrades                              | Sant Esteve de Palautordera | masia        |                                          | 41° 43′ 25″ N, 2° 24′ 55″ E / 41.7236568040389°N,2.41539022917028°E                                                                                                   |                                            |                                            | Modifica les dades a Wikidata |
|        | Can Torrent                               | Sant Esteve de Palautordera | masia        | Estil: arquitectura popular              | 41° 42′ 52″ N, 2° 24′ 59″ E / 41.714582°N,2.416497°E | bé integrant del patrimoni cultural català |                                            | Modifica les dades a Wikidata |
|        | Can Traveria                              | Sant Esteve de Palautordera | masia        |                                          | 41° 41′ 44″ N, 2° 25′ 15″ E / 41.6955907207327°N,2.42071586365911°E                                                                                                   |                                            |                                            | Modifica les dades a Wikidata |
|        | Can Traveria Nou                          | Sant Esteve de Palautordera | masia        |                                          | 41° 41′ 44″ N, 2° 25′ 26″ E / 41.6955077152645°N,2.42391327201529°E                                                                                                   |                                            |                                            | Modifica les dades a Wikidata |
|        | Can Vila                                  | Sant Esteve de Palautordera | masia        |                                          | 41° 43′ 19″ N, 2° 25′ 32″ E / 41.7219965945704°N,2.42552819450382°E                                                                                                   |                                            |                                            | Modifica les dades a Wikidata |
|        | Can Vilatort                              | Sant Esteve de Palautordera | masia        | Estil: arquitectura popular 11st century | 41° 42′ 10″ N, 2° 26′ 42″ E / 41.7029°N,2.44502°E ca:Camí de Can Vilatort 232 msnm                                                                                    | bé integrant del patrimoni cultural català | Can Vilatort                               | Modifica les dades a Wikidata |
|        | Can Vilavell                              | Sant Esteve de Palautordera | masia        | Estil: arquitectura popular              | 41° 43′ 18″ N, 2° 24′ 44″ E / 41.72177°N,2.412272°E | bé integrant del patrimoni cultural català | Can Vilavell (Sant Esteve de Palautordera) | Modifica les dades a Wikidata |
|        | Can Vinyes                                | Sant Esteve de Palautordera | masia        | Estil: arquitectura popular              | 41° 42′ 29″ N, 2° 25′ 07″ E / 41.7081896245317°N,2.41853535281412°E ca:Camí de Can Nadalet, 8                                                                         |                                            |                                            | Modifica les dades a Wikidata |
|        | Mas Forts                                 | Sant Esteve de Palautordera | masia        | Estil: arquitectura popular              | 41° 43′ 01″ N, 2° 24′ 08″ E / 41.717014°N,2.402191°E ca:Camí de Mas Forts s/n 199 msnm                                                                                |                                            |                                            | Modifica les dades a Wikidata |
|        | Mas Prat                                  | Sant Esteve de Palautordera | masia        | Estil: arquitectura popular              | 41° 42′ 40″ N, 2° 25′ 08″ E / 41.7110917146899°N,2.41889385394733°E ca:Camí de Mas Prat, 1                                                                            |                                            |                                            | Modifica les dades a Wikidata |
|        | Masia Can Calls                           | Sant Esteve de Palautordera | masia        | Estil: arquitectura popular              | 41° 42′ 47″ N, 2° 25′ 04″ E / 41.713147°N,2.417742°E | bé integrant del patrimoni cultural català |                                            | Modifica les dades a Wikidata |
|        | Molí de les Cadires                       | Sant Esteve de Palautordera | masia        |                                          | 41° 43′ 01″ N, 2° 25′ 59″ E / 41.7170714757602°N,2.43313361223765°E                                                                                                   |                                            |                                            | Modifica les dades a Wikidata |
|        | Torre Cerdà                               | Sant Esteve de Palautordera | masia        |                                          | 41° 43′ 03″ N, 2° 25′ 26″ E / 41.7174489357395°N,2.42390971224326°E                                                                                                   |                                            |                                            | Modifica les dades a Wikidata |
|        | ca l'Estrada                              | Sant Esteve de Palautordera | masia        | Estil: arquitectura popular              | 41° 42′ 23″ N, 2° 25′ 52″ E / 41.706418°N,2.431096°E ca:Carretera BV-5301, km 5,7 343 msnm                                                                            | bé integrant del patrimoni cultural català | Ca l'Estrada (Sant Esteve de Palautordera) | Modifica les dades a Wikidata |
|        | can Pol                                   | Sant Esteve de Palautordera | masia        | Estil: arquitectura popular 19th century | 41° 43′ 12″ N, 2° 25′ 34″ E / 41.719886°N,2.426169°E ca:Camp de la Perallada 275 msnm                                                                                 | bé integrant del patrimoni cultural català | Can Pol (Sant Esteve de Palautordera)      | Modifica les dades a Wikidata |
|        | l'Olivar                                  | Sant Esteve de Palautordera | masia        |                                          | 41° 43′ 09″ N, 2° 25′ 05″ E / 41.7192664085339°N,2.41815900653508°E                                                                                                   |                                            |                                            | Modifica les dades a Wikidata |

## nucli de població
| imatge | Nom            | Ubicat a                                    | instància de                                           | Detalls | coordenades                                                       | Protecció | Commons (més fotos) | Dades a WD                    |
| ------ | -------------- | ------------------------------------------- | ------------------------------------------------------ | ------- | ----------------------------------------------------------------- | --------- | ------------------- | ----------------------------- |
|        | Can Cruixent   | Sant Esteve de Palautordera                 | nucli de població nucli d'entitat singular de població | 77 hab  | 41° 42′ 17″ N, 2° 25′ 25″ E / 41.70467094°N,2.42348573°E 254 msnm |           |                     | Modifica les dades a Wikidata |
|        | Can Record     | Sant Esteve de Palautordera                 | nucli de població nucli d'entitat singular de població | 298 hab | 41° 42′ 22″ N, 2° 26′ 09″ E / 41.70604755°N,2.43591342°E 240 msnm |           |                     | Modifica les dades a Wikidata |
|        | Can Ribes      | Sant Esteve de Palautordera                 | nucli de població nucli d'entitat singular de població | 289 hab | 41° 41′ 38″ N, 2° 23′ 11″ E / 41.69381523°N,2.38644993°E 328 msnm |           |                     | Modifica les dades a Wikidata |
|        | les Margarides | Santa Margarida Sant Esteve de Palautordera | nucli de població nucli d'entitat singular de població | 36 hab  | 41° 43′ 27″ N, 2° 24′ 40″ E / 41.72421593°N,2.41103633°E 412 msnm |           |                     | Modifica les dades a Wikidata |

## Misc
| imatge | Nom                                              | Ubicat a                                       | instància de                         | Detalls                                        | coordenades | Protecció                                            | Commons (més fotos)                            | Dades a WD                    |
| ------ | ------------------------------------------------ | ---------------------------------------------- | ------------------------------------ | ---------------------------------------------- | --- | ---------------------------------------------------- | ---------------------------------------------- | ----------------------------- |
|        | Can Garbeller                                    | Sant Esteve de Palautordera                    | nucli d'entitat singular de població | 36 hab                                         | 41° 42′ 35″ N, 2° 25′ 52″ E / 41.709843°N,2.431223°E 249 msnm                                                      |                                                      |                                                | Modifica les dades a Wikidata |
|        | Casa de Palau                                    | Sant Esteve de Palautordera                    | casa forta                           | Estil: arquitectura romànica                   | 41° 43′ 19″ N, 2° 24′ 54″ E / 41.722°N,2.41512°E                                                                   | bé d'interès cultural bé cultural d'interès nacional | Castell de Fluvià                              | Modifica les dades a Wikidata |
|        | Castell de Montclús                              | Sant Esteve de Palautordera                    | castell                              | Estil: arquitectura romànica                   | 41° 43′ 22″ N, 2° 25′ 57″ E / 41.7228°N,2.4325°E ca:Accés per un camí, des de l'ermita de Santa Margarida 332 msnm | bé d'interès cultural bé cultural d'interès nacional | Castell de Montclús                            | Modifica les dades a Wikidata |
|        | Forn de la Serra de Ca l'Amat                    | Sant Esteve de Palautordera                    | edifici                              | Estil: arquitectura popular                    | 41° 41′ 56″ N, 2° 25′ 40″ E / 41.698877°N,2.42776°E                                                                | bé integrant del patrimoni cultural català           |                                                | Modifica les dades a Wikidata |
|        | Molí de can Moix                                 | Sant Esteve de Palautordera                    | molí d'aigua                         |                                                | 41° 42′ 21″ N, 2° 26′ 21″ E / 41.705963°N,2.439134°E 214 msnm                                                      |                                                      | Molí de can Moix                               | Modifica les dades a Wikidata |
|        | casa consistorial de Sant Esteve de Palautordera | Sant Esteve de Palautordera                    | casa consistorial                    |                                                | 41° 42′ 12″ N, 2° 26′ 13″ E / 41.7032756°N,2.4369532°E 230 msnm                                                    |                                                      | Casa de la Vila de Sant Esteve de Palautordera | Modifica les dades a Wikidata |
|        | creu de terme                                    | Sant Esteve de Palautordera                    | creu de terme                        | Estil: historicisme arquitectònic 20th century | 41° 42′ 05″ N, 2° 26′ 17″ E / 41.701381°N,2.438049°E ca:Al peu de la carretera a l'entrada de la vila 226 msnm     | bé integrant del patrimoni cultural català           | Creu de terme (Sant Esteve de Palautordera)    | Modifica les dades a Wikidata |
|        | la Tordera                                       | Selva Vallès Oriental Maresme                  | curs d'aigua                         | Desemboca: mar Mediterrània Llarg: 61.5km      | 41° 48′ 13″ N, 2° 25′ 05″ E / 41.803521°N,2.418014°E 41° 39′ 03″ N, 2° 46′ 39″ E / 41.650939°N,2.777482°E          |                                                      | Tordera River                                  | Modifica les dades a Wikidata |
|        | serrat de Can Vilatort                           | Fogars de Montclús Sant Esteve de Palautordera | serra                                |                                                | 41° 42′ 50″ N, 2° 26′ 22″ E / 41.714°N,2.43930556°E 393.5 msnm                                                     |                                                      |                                                | Modifica les dades a Wikidata |